# 伊勢鉄道伊勢線
伊勢線（いせせん）は、三重県四日市市の河原田駅から三重県津市の津駅に至る伊勢鉄道の鉄道路線である。

## 概要
関西本線の名古屋方面と紀勢本線の津以南を短絡する目的で、日本鉄道建設公団（鉄道公団）が「主要幹線」（C線）として、1965年（昭和40年）11月から建設を開始し、1973年（昭和48年）9月1日に日本国有鉄道（国鉄）の伊勢線として開業した。それまで名古屋方面と津方面は亀山駅（関西本線）経由で連絡されていたが、伊勢線の開業により、四日市 - 津間の距離は伊勢線経由で29.2 kmとなり従来より約9 km短縮され、亀山駅での列車の方向転換（スイッチバック）も不要になったことから所要時間も急行列車は15分、普通列車は29分それぞれ短縮できた。
しかし、開業後は後述の事情から線内の利用客数が伸び悩み、日本国有鉄道経営再建促進特別措置法（国鉄再建法）における廃止基準を下回ったことで第2次特定地方交通線に選定され、1987年（昭和62年）3月27日以降は沿線自治体が出資する第三セクター「伊勢鉄道」が経営を継承した。伊勢線の第三セクター転換後も東海旅客鉄道（JR東海）の特急「南紀」や快速「みえ」が伊勢線を経由し、名古屋と鳥羽・新宮方面の間に運転されている。
建設当初から全線に亘って複線分の用地が確保され、将来の電化に備えて架線柱用の用地または架線柱の基礎があり、ほとんどが高架になっているなど幹線級の設備を持っている。津駅北方には紀勢本線亀山方面への線路を乗り越える将来の四日市方面への線路用となる立体交差用の橋梁も架設済み。踏切は鈴鹿 - 玉垣間の1か所と東一身田 - 津間の5か所（紀勢本線と共用）のみである。トンネルは中瀬古 - 伊勢上野間に1か所のみ存在する。
第三セクター転換後の伊勢線の起点駅は河原田駅であるが、キロポストは国鉄時代から移設されておらず、今も南四日市駅を起点とした距離が掲示されている。そのため伊勢線内には0キロメートルポストが存在しない。
第三セクター転換後も苦戦する例が多い旧国鉄路線としては優良路線の一つに数えられることもあるが、小野澤正彦は種村直樹の編集した著書『国鉄・JR 鉄道廃線カタログ』（新人物往来社・1996年）にて「このような性格の路線を線名（区間）だけを基準にして機械的に特定地方交通線に指定したことは利用者を馬鹿にしている。JR東海も自社路線として（伊勢線を）買収せず、伊勢鉄道に車両などの無駄な投資をさせていることは行政共々許せない」と指摘している。また鉄道アナリスト（鉄道評論家）・川島令三は「伊勢線の営業成績が悪かった理由は、（伊勢鉄道に継承された時点で）普通の運転本数は1日7往復のまま、優等列車も『南紀』1日4往復のままという国鉄の消極的経営の結果であり、名古屋と南紀・伊勢志摩方面の短絡線として積極経営すれば国鉄の重要路線となったはずだ。当時の国鉄の経営姿勢や、当路線を機械的に特定地方交通線に指定して第三セクターに転換したことには疑問の声が大きかった」と、寺田裕一 (2004) も「伊勢線は機能的には紀勢本線の一部であったが、『伊勢線』という独立線区であったことから、特定地方交通線に指定されてしまった」とそれぞれ述べている。2023年には三重県議会で県議会議員の稲森稔尚が伊勢鉄道線について、三セク転換当時に比べて輸送密度の向上などが行われて経営環境が改善されていることを踏まえ、今後も自治体が経営に関与していく必要性があるかについて疑問を呈した上で、将来的には伊勢鉄道とJR東海との経営統合を目指し、一体的に路線を活用していくことが望ましいだろうという旨を質疑している。これに対し三重県知事の一見勝之は、国鉄時代に鉄道公団によって建設された設備の減価償却費用が多額に上ることなどから、直ちにJR東海へ経営統合することは難しいと思われるが、将来的な検討は必要だろうという見解を述べている。
2017年（平成29年）度の輸送密度は約3,639人/日である（1986年度からの毎年度の輸送密度は「利用状況」の節を参照）。

### 路線データ
- 路線距離（営業キロ）：22.3 km[1]
- 管轄：伊勢鉄道（第一種鉄道事業者）
- 建設主体：日本鉄道建設公団（現 独立行政法人 鉄道建設・運輸施設整備支援機構）
- 軌間：1,067 mm[1]
- 駅数：10駅（起終点駅含む）[1]
- 線路等級：甲線[8][16]
- 複線区間：河原田 - 中瀬古間[9]
- 電化区間：なし（全線非電化）
- 閉塞方式：自動閉塞式
- 保安装置：ATS-ST（津駅構内、河原田駅以北はATS-PT使用）[17]
- 最高速度：110 km/h[2]（特急南紀・快速みえなどJR東海所属車両で運行する列車）、100 km/h（伊勢鉄道イセIII型普通列車）
- IC乗車カード対応区間：なし

## 運行形態

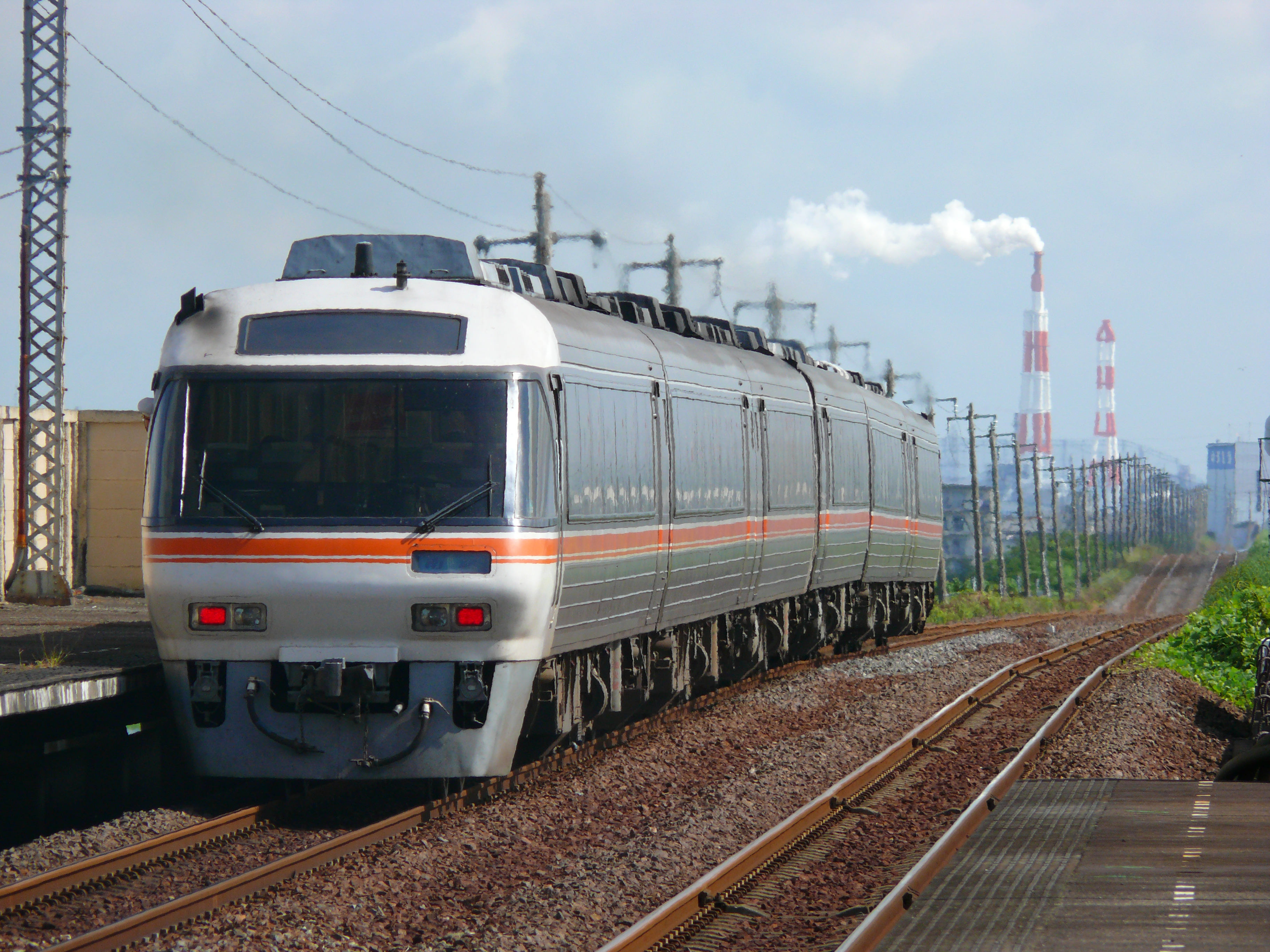
伊勢鉄道伊勢線を行く特急「南紀」号。
（鈴鹿駅、2007年8月8日）

JR東海の名古屋駅 - 新宮駅・紀伊勝浦駅間の特急「南紀」や、名古屋駅 - 伊勢市駅・鳥羽駅間の快速「みえ」が直通運転され、その間に自社車両（イセIII型）による四日市駅・河原田駅 - 津駅間の普通列車が1時間あたり1本程度運行されている。ただし河原田駅を始発・終着にする列車は平日朝の1往復のみである。夜間滞泊を行うための玉垣駅発着の列車も朝晩に運行されている。また、沿線にある鈴鹿サーキットでのレース開催時には名古屋方面から臨時列車が運転される（後述）。中瀬古駅には快速「みえ」が数本停車していたが、2015年（平成27年）6月20日現在は上り3本のみの停車である。
伊勢線内において特急「南紀」や快速「みえ」の乗務員交代は行われず、JR東海の運転士・車掌によりそのまま伊勢線内を運行する。逆に、自社車両がJR線である四日市駅 - 河原田駅間に乗り入れる場合も乗務員交代が行われず、伊勢鉄道の運転士によりJR線を運行する。普通列車はすべて1両編成でありワンマン運転を実施している。自社車両の保有数が4両と少ないこともあり、2両編成以上になることは後述のF1グランプリの開催日を除いて基本的にない。普通列車は有人駅の鈴鹿駅を含めた途中の駅では車内精算となる（四日市駅では下車の際に申し出るとJR線名古屋方面への連絡乗車券を発売される。津駅では運賃支払いと引き換えに精算券を渡され、JR線の運賃は乗り換え先で別払いとなる。鈴鹿駅または中瀬古駅（上りのみ一部の快速「みえ」が停車）で後続の快速「みえ」または特急「南紀」に乗り換える場合、降車時に運転士に申し出ることになる。河原田駅でJR線亀山方面に乗り換える場合も津駅での場合と同様に、車内で伊勢鉄道線の運賃を支払った上で乗り換えることになり、JR線の運賃は乗り換え先で別払いとなる。有人駅で普通列車乗車前に駅で乗車券を買わなかった場合は乗車整理券を取ることになる）。
なお、2016年（平成28年）に三重県内のJR線で運用される気動車が所属していた伊勢車両区が廃止となり、名古屋車両区へ転属したキハ11形・キハ25形の検査・修理等に伴う回送列車についても本路線経由にて自走で運転されることとなった。回送列車でも乗務員交代は行わない。

### 車両使用料と線路使用料
JR東海の車両で伊勢線を経由して運転される特急「南紀」や快速「みえ」では、伊勢鉄道がJR東海へ車両使用料を支払っている。伊勢線は伊勢鉄道が第一種鉄道事業者であるため、特急「南紀」や快速「みえ」への線路使用料は発生しない。JR東海の乗務員が伊勢線内において乗務を行うため、人件費分をJR東海に支払っていることになる。F1グランプリ開催時の臨時列車をJR東海の車両で運行する場合は同様に伊勢鉄道がJR東海に車両使用料を支払う。
一方、上述した名古屋車両区との回送列車については旅客扱いを行わないため、JR東海から伊勢鉄道に線路使用料が支払われている形になる。
伊勢鉄道の車両を使用する普通列車は関西本線の河原田駅 - 四日市駅間に乗り入れるため、JR東海から伊勢鉄道への車両使用料が発生している。
かつて運行されていた貨物列車（後述）では、第二種鉄道事業者であるJR貨物から線路使用料を受け取っていた。

### 貨物列車
かつては日本貨物鉄道（JR貨物）の第二種鉄道事業線であり、ダイヘン多気工場から変圧器を輸送するため紀勢本線多気駅からの特大貨物列車が臨時で運転されていた。紀勢本線亀山駅 - 下庄駅間のトンネル断面が小さく大物車である国鉄シキ800形貨車が通れないため、特大貨物列車は以前から伊勢線経由であった（ダイヘンが伊勢鉄道に出資しているのもこの理由による）。
2013年（平成25年）3月15日までは稲沢駅と紀勢本線鵜殿駅を結ぶ高速貨物列車が1日1往復設定されていた。この列車は2008年3月15日のダイヤ改正で伊勢線経由に変更されるまで亀山経由で運転され、亀山駅 - 鵜殿駅間の紀勢本線区間はJR貨物の運転士が運転を担当していた。
定期貨物列車廃止から約3年後の2016年（平成28年）3月31日をもって、伊勢線での貨物営業（日本貨物鉄道の第二種鉄道事業）が廃止された。

### F1日本グランプリ開催時
鈴鹿サーキット稲生駅を最寄とする鈴鹿サーキットでは1987年（昭和62年）から、FIA（国際自動車連盟）主催F1世界選手権日本グランプリがほぼ毎年開催されている。開催当日は多くの観客が伊勢鉄道を利用するため、特別ダイヤが組まれる。
開催日には伊勢鉄道の定期普通列車はイセIII型2両編成となり車掌が乗務するツーマン運転になる（ワンマン用のホーム確認ミラーが2両停車位置にないため）。特急「南紀」や快速「みえ」の大半が鈴鹿サーキット稲生駅に臨時停車するほか、この日のみは自社車両の予備車を全て使用し車両が不足するため、JR東海から車両（名古屋車両区のHC85系（2022年まではキハ85系）やキハ75形・キハ25形のほか、HC85系以外は美濃太田車両区の車両も応援に入ることがある）を借用するなどして輸送力確保に努めているが、通常時に比べ輸送量が大きいことや鈴鹿サーキット稲生駅には渡り線などの折り返し設備が存在しないため、最混雑時には鈴鹿サーキット稲生駅に長蛇の列ができる。これにより乗降にも時間がかかり、開催日などは朝から10分程度の遅延が毎年恒例のように起きている。また、快速「みえ」は全車自由席となる。
キハ75形の車内表示は快速「みえ」の臨時停車に対応しており走行中は「次は鈴鹿サーキット稲生」・停車時は「鈴鹿サーキット稲生」と、どちらもスクロールで表示される。
なお、臨時列車が出るのはF1日本グランプリ開催時のみであり、スーパーフォーミュラや鈴鹿10耐、鈴鹿8耐など他カテゴリのレースに関しては、特急「南紀」・快速「みえ」の臨時停車（もしくは増結）がある程度でその他は通常運行となる。
臨時列車に対応するため、鈴鹿駅と鈴鹿サーキット稲生駅のホームは6両以上の列車に対応している。

## 運賃等
JR各社と通過連絡運輸協定を結んでおり、河原田 - 津を挟んで前後のJR線のキロ数を通算して運賃・料金を算出した切符の購入が可能である。なお通過連絡ではない連絡運輸については、河原田か津を経由して鈴鹿駅または鈴鹿サーキット稲生駅に発着する場合は無制限であるが、それ以外は関西本線蟹江駅 - 亀山駅、紀勢本線紀伊勝浦駅以北、参宮線、および東海道新幹線の主要駅（在来線経由含む）とその周辺に限られている。関西本線名古屋方面と紀勢本線新宮方面を行き来する場合、伊勢鉄道線経由の運賃は基本的に亀山駅経由より安い。
2019年（平成31年）3月に河原田駅でICカード「TOICA」の取り扱いが開始されたが、伊勢鉄道線では津駅を含めた全線で利用できない（四日市駅 - 河原田駅は関西本線であるためこの区間のみの利用であれば伊勢鉄道線直通の普通列車でも利用できる。ただしICカード利用でも乗車の際に整理券を取らなければならず、車内チャージはできない）。河原田駅を通過する特急「南紀」や快速「みえ」で四日市駅を越えて伊勢鉄道線に入った場合、車内での精算はできない。
なお、国鉄時代には河原田 - 津間において、関西本線・紀勢本線（亀山経由）との間に経路特定区間が設定されていた。

### 特別料金について
伊勢線では全線で特急料金（2019年〈令和元年〉10月1日現在で320円）が設定されているが、指定席料金・グリーン料金は不要となっている。また急行料金の設定はなく、臨時列車として運転される急行列車では伊勢鉄道線内の料金は不要である。
ただし、特急「南紀」、快速「みえ」の伊勢鉄道線内のみでの指定席車やグリーン車の利用はできない。なお、2024年（令和6年）3月15日まで行われていた新幹線と在来線特急を乗り継ぐ場合の在来線特急料金の乗継割引は、名古屋駅で東海道新幹線と特急「南紀」を乗り継いで伊勢鉄道線に入った場合は、「南紀」の特急料金に対してのみ適用され、伊勢鉄道の特急料金には適用されなかった。

### 企画乗車券の扱い
「青春18きっぷ」、「フルムーン夫婦グリーンパス」、「ジャパンレールパス」などJRの一部企画乗車券は使用できない。「快速みえ得ダネ4回数券」、「青空フリーパス」、「JR東海&16私鉄 乗り鉄☆たびきっぷ」、「伊勢路フリーきっぷ」、「南紀・熊野古道フリーきっぷ」などは伊勢鉄道線経由で利用でき、伊勢鉄道線がフリー区間に含まれている「青空フリーパス」、「JR東海&16私鉄 乗り鉄☆たびきっぷ」では伊勢鉄道線内の駅で乗降できる。
伊勢鉄道線で利用できない企画乗車券で河原田駅（特急や快速の場合は四日市駅）または津駅を越えて伊勢鉄道線に入った場合、河原田駅または津駅から下車駅まで（通過利用する場合は伊勢鉄道線全線）の運賃を支払わなければならず、伊勢鉄道で有効な乗車券を別に購入する必要がある。

## 歴史

### 前史
従来、名古屋・四日市方面と南紀（尾鷲・新宮）・伊勢志摩（伊勢市・鳥羽）方面間を行き来するためには、四日市市から津市の間で伊勢湾沿岸から外れて、関西本線・紀勢本線の結節点である亀山駅を経由しなければならなかった。また、亀山駅を経由して名古屋方面と津方面を結ぶ列車は同駅で列車の方向転換（スイッチバック）を必要としており、これも所要時間の面で障害となっていた。
このため、関西本線の南四日市駅と紀勢本線の津駅の間を方向転換せずに短距離で結ぶ短絡線として、日本鉄道建設公団（鉄道公団）が「主要幹線」（C線）として建設することになり、1964年（昭和39年）4月22日に「工事線」となる。
また、1962年（昭和37年）には中南勢地区に伊勢線から分岐する臨港鉄道としての南伊勢線が予定線に指定された。当時は津市 - 松阪市の海岸を埋め立て、四日市臨海工業地帯級の開発を行う構想があり、伊勢線はその貨物輸送路としての役割に加え、沿線の住宅開発に合わせた通勤路線としての役割も期待されていた。

### 開業後
しかし、伊勢線沿線の工業開発計画は四日市ぜんそくに端を発して猛反対に遭い、第1次オイルショックもあって頓挫し、南伊勢線の建設も凍結された。このため、伊勢線の建設計画そのものも縮小され、路盤こそ複線規格で建設されたものの、レールは単線で敷設された。それでも名古屋方面と南紀方面のバイパス線としての機能は果たすことになったが、1973年（昭和48年）の開業時には1日に特急「くろしお」1往復、急行「紀州」（いずれも特急「南紀」の前身）3往復、普通7往復しか運転されず、中間駅の乗降客数は150人/日にも満たなかった。また、伊勢線を経由する貨物列車は運転されず、国道23号の整備による貨物のトラック輸送への転移が進む中でも、関西線名古屋・四日市方面と紀勢線津以南方面間を往復する貨物列車は亀山経由で運転され続けた。並行している近畿日本鉄道（近鉄）名古屋線では伊勢線開業当時は1日あたり特急44往復、急行34往復、準急9往復、普通62往復運転され、同社には鈴鹿線もあるため、伊勢線は全くと言ってよいほど利用されなかった。
そのため、この路線単独での利用者数は伸び悩み、開業10年後の1983年（昭和58年）には営業係数が646という超赤字路線となった上に、日本国有鉄道経営再建促進特別措置法（国鉄再建法）にてバス転換が妥当とされた輸送密度4,000人/日未満を下回った（1981年〈昭和56年〉度当時1,495人/日）ため、第2次特定地方交通線に選定された。本路線は従来の市街地を外れた場所を走行していた区間が多かったため、利用者からの廃止反対運動は盛り上がらず、行政側が中心となって陳情運動を行うこととなり、1986年（昭和61年）に第三セクター鉄道への転換が決定し、翌1987年には伊勢鉄道の路線になった。
伊勢鉄道への移管にあたり、起点を従来の南四日市駅から河原田駅に変更した。転換当時は全線単線で、列車交換（行き違い）設備は玉垣駅のみだったが、転換後には河芸駅に交換設備を新設したほか、河原田 - 中瀬古間を複線化して輸送力を増強し、線路容量は四日市 - 津間で普通12往復＋線内通過の「南紀」4往復（転換当時）が55往復（1993年〈平成5年〉8月・河原田 - 中瀬古間の複線化完了時）まで増加した。輸送人員はその大半が線内通過の「南紀」「みえ」利用客だが、中瀬古駅付近に鈴鹿国際大学（現：鈴鹿大学）が進出するなど沿線の宅地化も進んだことから、通勤・通学利用の線内乗降客も増加し、1996年度（平成8年度）以降は黒字経営に転じた。

### 年表
- 1961年（昭和36年）6月16日：鉄道敷設法改正により四日市 - 津間が予定線に追加される[2]。
- 1964年（昭和39年）4月22日：鉄道建設審議会により、日本鉄道建設公団の工事線となる[2]。分類は主要幹線（C線）[注 1][4]。
- 1965年（昭和40年）11月4日：着工[2]。工費は109億円[6]。
- 1973年（昭和48年）
  - 9月1日：国鉄伊勢線として南四日市駅 - 津駅間 (26.0 km) が開業。鈴鹿駅、玉垣駅、稲生駅、中瀬古駅、河芸駅、東一身田駅が開業[5][6]。河原田駅 - 津駅間が経路特定区間となる[22]。南四日市駅 - 河原田駅間は関西本線との重複区間であった[2]。
  - 10月1日：同日のダイヤ改正で[6]、特急「くろしお」のうち名古屋発着1往復と、急行「紀州」の一部列車[2]（3往復）が、亀山駅経由から当線経由に変更される[6]。寝台急行「紀伊」（1975年3月10日より特急に格上げ、1984年2月1日廃止）は亀山駅経由のまま。
- 1978年（昭和53年）10月2日：名古屋発着の特急「くろしお」が廃止、特急「南紀」運転開始[2]。
- 1982年（昭和57年）5月17日：一部列車が当線を経由・停車（鈴鹿駅）していた急行「紀州」がすべて亀山駅経由に変更[2]（急行「紀州」は1985年3月13日廃止）。
- 1984年（昭和59年）6月22日：第2次特定地方交通線として廃止承認[2]。
- 1986年（昭和61年）
  - 9月22日：伊勢線特定地方交通対策協議会で国鉄伊勢線の代替輸送計画決定。
  - 9月29日：第三セクター鉄道への転換を決定[7]。
  - 10月1日：伊勢鉄道が設立される[2]。
- 1987年（昭和62年）3月27日：国鉄伊勢線廃止[23]、伊勢鉄道伊勢線 河原田駅 - 津駅間 (22.3 km) が開業[7]。伊勢上野駅が開業[24]。稲生駅が鈴鹿サーキット稲生駅に改称[2]。
- 1990年（平成2年）
  - 3月10日：快速「みえ」運転開始[2]。
  - 8月1日：最高速度が85 km/hから95 km/hに引き上げられる[2]。
- 1991年（平成3年）
  - 3月16日
    - 徳田駅が開業[2][25]。
    - 最高速度が110 km/hに引き上げられる[2]。
- 1993年（平成5年）
  - 3月7日：河原田駅 - 玉垣駅間が複線化[2][26]。
  - 7月4日：玉垣駅 - 中瀬古駅間が複線化[2][27]。河原田 - 中瀬古間 (12.7 km) の複線化に当たり算出された工事費は約20億5,000万円で、伊勢鉄道はうち4億3,000万円を負担したほか、国・三重県・沿線自治体も工事費を分担した[10]。
- 2008年（平成20年）
  - 3月15日：貨物営業（日本貨物鉄道の第二種鉄道事業）開始。定期貨物列車を設定。
  - 8月1日：駅ナンバリングを導入。
- 2013年（平成25年）3月16日：定期貨物列車を廃止。
- 2016年（平成28年）4月1日：貨物営業（日本貨物鉄道の第二種鉄道事業）廃止[28]。
- 2018年（平成30年）：徳田 - 東一身田の各駅に接近放送設置。

## 駅一覧
- 全駅三重県内に所在。
- 普通列車が直通するJR東海関西本線四日市駅 - 河原田駅間も記載。JRの設定したナンバリングをカッコ書きで記した。
- 累計営業キロは河原田駅からのもの。
- 普通列車は全ての駅に停車する。快速「みえ」、特急「南紀」については各列車記事も参照のこと。

凡例
停車駅 … ●：全列車停車、▲：一部列車が停車、△：鈴鹿サーキットでのレース開催時に限り一部列車が停車
駅名 … *印は転換時（後）に設置された新駅。
線路 … ||：複線区間、｜：単線区間（列車交換不可）、◇：単線区間（列車交換可能）、∧：これより下は複線、∨：これより下は単線
| 運営会社     | 路線名       | 駅番号       | 駅名                        | 営業キロ     | 営業キロ     | 快速みえ | 特急南紀 | 接続路線 | 線路 | 所在地 |
| 運営会社     | 路線名       | 駅番号       | 駅名                        | 駅間         | 累計         | 快速みえ | 特急南紀 | 接続路線 | 線路 | 所在地 |
| ------------ | ------------ | ------------ | --------------------------- | ------------ | ------------ | --- | --- | --- | --- | --- |
| 直通運転区間 | 直通運転区間 | 直通運転区間 | 直通運転区間                | 直通運転区間 | 直通運転区間 | ○快速みえ、特急南紀…CJ 関西本線名古屋駅まで                                                                      | ○快速みえ、特急南紀…CJ 関西本線名古屋駅まで                                                                      | ○快速みえ、特急南紀…CJ 関西本線名古屋駅まで                                                                      | ○快速みえ、特急南紀…CJ 関西本線名古屋駅まで                                                                      | ○快速みえ、特急南紀…CJ 関西本線名古屋駅まで                                                                      |
| 東海旅客鉄道 | 関西本線     | (CJ11)       | 四日市駅                    | -            | 6.9          | ● | ● | 東海旅客鉄道：CJ 関西本線（名古屋方面）                                                                          | ∨ | 四日市市 |
| 東海旅客鉄道 | 関西本線     | (CJ12)       | 南四日市駅                  | 3.2          | 3.7          | ｜ | ｜ | | ∧ | 四日市市 |
| 東海旅客鉄道 | 関西本線     | (CJ13)       | 河原田駅                    | 3.7          | 0.0          | ｜ | ｜ | 東海旅客鉄道：CJ 関西本線（亀山方面）                                                                            | \|\| | 四日市市 |
| 伊勢鉄道     | 伊勢線       | 3            | 河原田駅                    | 3.7          | 0.0          | ｜ | ｜ | 東海旅客鉄道：CJ 関西本線（亀山方面）                                                                            | \|\| | 四日市市 |
| 伊勢鉄道     | 伊勢線       | 4            | 鈴鹿駅                      | 3.8          | 3.8          | ● | ● | | \|\| | 鈴鹿市 |
| 伊勢鉄道     | 伊勢線       | 5            | 玉垣駅                      | 3.2          | 7.0          | ｜ | ｜ | | \|\| | 鈴鹿市 |
| 伊勢鉄道     | 伊勢線       | 6            | 鈴鹿サーキット稲生駅        | 2.1          | 9.1          | △ | △ | | \|\| | 鈴鹿市 |
| 伊勢鉄道     | 伊勢線       | 7            | 徳田駅*                     | 2.0          | 11.1         | ｜ | ｜ | | \|\| | 鈴鹿市 |
| 伊勢鉄道     | 伊勢線       | 8            | 中瀬古駅 （鈴鹿国際大学前） | 1.6          | 12.7         | ▲ | ｜ | | ∨ | 鈴鹿市 |
| 伊勢鉄道     | 伊勢線       | 9            | 伊勢上野駅*                 | 1.3          | 14.0         | ｜ | ｜ | | ｜ | 津市 |
| 伊勢鉄道     | 伊勢線       | 10           | 河芸駅                      | 2.4          | 16.4         | ｜ | ｜ | | ◇ | 津市 |
| 伊勢鉄道     | 伊勢線       | 11           | 東一身田駅                  | 3.0          | 19.4         | ｜ | ｜ | | ｜ | 津市 |
| 伊勢鉄道     | 伊勢線       | 12           | 津駅                        | 2.9          | 22.3         | ● | ● | 東海旅客鉄道：■紀勢本線 近畿日本鉄道：E 名古屋線 (E39)                                                           | ◇ | 津市 |
| 直通運転区間 | 直通運転区間 | 直通運転区間 | 直通運転区間                | 直通運転区間 | 直通運転区間 | ○快速みえ…■紀勢本線経由■参宮線伊勢市駅または鳥羽駅まで ○特急南紀…■紀勢本線新宮駅または紀伊勝浦駅（JR西日本）まで | ○快速みえ…■紀勢本線経由■参宮線伊勢市駅または鳥羽駅まで ○特急南紀…■紀勢本線新宮駅または紀伊勝浦駅（JR西日本）まで | ○快速みえ…■紀勢本線経由■参宮線伊勢市駅または鳥羽駅まで ○特急南紀…■紀勢本線新宮駅または紀伊勝浦駅（JR西日本）まで | ○快速みえ…■紀勢本線経由■参宮線伊勢市駅または鳥羽駅まで ○特急南紀…■紀勢本線新宮駅または紀伊勝浦駅（JR西日本）まで | ○快速みえ…■紀勢本線経由■参宮線伊勢市駅または鳥羽駅まで ○特急南紀…■紀勢本線新宮駅または紀伊勝浦駅（JR西日本）まで |

## 沿線
- 鈴鹿川
- AGF鈴鹿
- 石垣池公園
- 中勢バイパス
- 太陽の街
- 鈴鹿大学
- 千里団地
- 杜の街
- 津市河芸総合支所

## 利用状況

### 輸送実績
伊勢線の輸送実績を下表に記す。輸送量は、国鉄からの移管後に飛躍的に増加し、最近では、快速みえの運行開始・増結・割引回数券発売開始の影響による利用増もあって過去最高を記録している。
表中、輸送人員の単位は万人。輸送人員は年度での値。表中、1987年度（昭和62年度）以降の最高値を赤色で、最高値を記録した年度以降の最低値を青色で、最高値を記録した年度以前の最低値を緑色で表記している。
| 年度別輸送実績     | 年度別輸送実績                  | 年度別輸送実績                  | 年度別輸送実績                  | 年度別輸送実績                  | 年度別輸送実績  | 年度別輸送実績                                 |
| 年度               | 輸送実績（乗車人員）：万人/年度 | 輸送実績（乗車人員）：万人/年度 | 輸送実績（乗車人員）：万人/年度 | 輸送実績（乗車人員）：万人/年度 | 輸送密度 人/1日 | 特記事項                                       |
| ------------------ | ------------------------------- | ------------------------------- | ------------------------------- | ------------------------------- | --------------- | ---------------------------------------------- |
| 年度               | 通勤定期                        | 通学定期                        | 定期外                          | 合計                            | 輸送密度 人/1日 | 特記事項                                       |
| 1986年（昭和61年） | 0.0                             | 0.0                             | 1.6                             | 1.6                             | 2,634           | 国鉄より運営移管（5日間の数値） 伊勢上野駅開業 |
| 1987年（昭和62年） | 2.4                             | 2.9                             | 49.7                            | 55.0                            | 1,268           |                                                |
| 1988年（昭和63年） | 3.3                             | 4.1                             | 52.1                            | 59.5                            | 1,330           |                                                |
| 1989年（平成元年） | 4.0                             | 5.1                             | 58.2                            | 67.3                            | 1,480           | 快速「みえ」運転開始                           |
| 1990年（平成2年）  | 4.8                             | 5.3                             | 74.7                            | 84.8                            | 1,876           | 徳田駅が開業                                   |
| 1991年（平成3年）  | 5.8                             | 5.8                             | 95.7                            | 107.3                           | 2,429           |                                                |
| 1992年（平成4年）  | 6.2                             | 6.5                             | 110.9                           | 123.6                           | 2,862           | 河原田 - 玉垣間複線化                          |
| 1993年（平成5年）  | 6.8                             | 8.2                             | 114.9                           | 129.9                           | 2,994           | 玉垣 - 中瀬古間複線化                          |
| 1994年（平成6年）  | 8.0                             | 10.8                            | 110.1                           | 128.9                           | 2,905           |                                                |
| 1995年（平成7年）  | 8.0                             | 10.9                            | 112.3                           | 131.2                           | 2,954           |                                                |
| 1996年（平成8年）  | 10.8                            | 11.1                            | 123.5                           | 145.4                           | 3,286           |                                                |
| 1997年（平成9年）  | 8.9                             | 12.5                            | 119.3                           | 140.7                           | 3,212           |                                                |
| 1998年（平成10年） | 9.2                             | 13.8                            | 115.7                           | 138.7                           | 3,138           |                                                |
| 1999年（平成11年） | 9.7                             | 14.7                            | 115.0                           | 139.4                           | 3,151           |                                                |
| 2000年（平成12年） | 9.8                             | 16.2                            | 112.8                           | 138.8                           | 3,062           |                                                |
| 2001年（平成13年） | 9.9                             | 16.4                            | 112.0                           | 138.3                           | 3,037           |                                                |
| 2002年（平成14年） | 9.7                             | 19.2                            | 110.6                           | 139.5                           | 3,026           |                                                |
| 2003年（平成15年） | 9.0                             | 19.7                            | 106.8                           | 135.5                           | 2,931           | 新型車両（イセIII型）導入開始                  |
| 2004年（平成16年） | 10.5                            | 21.6                            | 97.6                            | 129.7                           | 2,644           | 快速みえ割引回数券発売開始                     |
| 2005年（平成17年） | 11.1                            | 22.1                            | 105.7                           | 138.9                           | 2,868           | 全車両を新型車両に置き換え完了                 |
| 2006年（平成18年） | 11.8                            | 22.9                            | 124.3                           | 159.0                           | 3,474           |                                                |
| 2007年（平成19年） | 12.3                            | 22.3                            | 128.5                           | 163.1                           | 3,667           |                                                |
| 2008年（平成20年） |                                 |                                 |                                 |                                 | 3,760           |                                                |
| 2009年（平成21年） | 13.5                            | 20.0                            | 126.4                           | 159.9                           | 3,441           |                                                |
| 2010年（平成22年） |                                 |                                 |                                 | 157.5                           | 3,387           |                                                |
| 2011年（平成23年） |                                 |                                 |                                 | 159.1                           | 3,432           |                                                |
| 2012年（平成24年） | 16.1                            | 19.3                            | 134.2                           | 169.6                           | 3,691           |                                                |
| 2013年（平成25年） | 17.2                            | 20.7                            | 147.0                           | 184.9                           | 4,041           | 神宮式年遷宮 旅客輸送実績最高値を記録          |
| 2014年（平成26年） | 17.6                            | 19.7                            | 134.6                           | 171.9                           | 3,707           |                                                |
| 2015年（平成27年） | 18.9                            | 19.9                            | 131.1                           | 169.9                           | 3,605           |                                                |
| 2016年（平成28年） | 19.2                            | 18.4                            | 132.5                           | 170.1                           | 3,641           |                                                |
| 2017年（平成29年） | 19.6                            | 19.6                            | 131.2                           | 170.4                           | 3,639           |                                                |
| 2018年（平成30年） | 20.7                            | 20.3                            | 130.5                           | 171.5                           | 3,597           |                                                |
| 2019年（令和元年） | 20.3                            | 22.3                            | 123.2                           | 165.8                           | 3,404           |                                                |
| 2020年（令和2年）  | 19.0                            | 17.0                            | 46.6                            | 82.6                            | 1,552           |                                                |

『鉄道統計年報』、『数字でみる鉄道』（国土交通省鉄道局監修）、国土交通省中部運輸局『数字で見る中部の運輸』より抜粋

### 営業成績
伊勢線の営業成績を下表に記す。営業収益は、国鉄移管後に飛躍的に増加した。最近では、多少の増減はあるものの大きくは変化していない。
表中、収入の単位は千円。数値は年度での値。表中、1987年度（昭和62年度）以降の最高値最高値を赤色で、最高値を記録した年度以降の最低値を青色で、最高値を記録した年度以前の最低値を緑色で表記している。
| 年度別営業成績     | 年度別営業成績          | 年度別営業成績          | 年度別営業成績          | 年度別営業成績          | 年度別営業成績          | 年度別営業成績                 | 年度別営業成績     | 年度別営業成績     | 年度別営業成績     | 年度別営業成績     | 年度別営業成績 |
| 年度               | 旅客運賃収入：千円/年度 | 旅客運賃収入：千円/年度 | 旅客運賃収入：千円/年度 | 旅客運賃収入：千円/年度 | 旅客運賃収入：千円/年度 | 鉄道線路 使用料収入 千円／年度 | 運輸雑収 千円/年度 | 営業収益 千円/年度 | 営業経費 千円/年度 | 営業損益 千円/年度 | 営業 係数      |
| ------------------ | ----------------------- | ----------------------- | ----------------------- | ----------------------- | ----------------------- | ------------------------------ | ------------------ | ------------------ | ------------------ | ------------------ | -------------- |
| 年度               | 通勤定期                | 通学定期                | 定期外                  | 手小荷物                | 合計                    | 鉄道線路 使用料収入 千円／年度 | 運輸雑収 千円/年度 | 営業収益 千円/年度 | 営業経費 千円/年度 | 営業損益 千円/年度 | 営業 係数      |
| 1986年（昭和61年） | 216                     | ←←←←                    | 5,621                   | 0                       | 5,837                   | 0                              | 2,596              | 8,433              |                    |                    |                |
| 1987年（昭和62年） | 4,626                   | 3,702                   | 183,210                 | 0                       | 191,538                 | 175                            | 89,892             | 281,605            |                    |                    |                |
| 1988年（昭和63年） | 5,888                   | 4,872                   | 195,499                 | 0                       | 206,259                 | 0                              | 74,577             | 280,843            |                    |                    |                |
| 1989年（平成元年） | 6,876                   | 6,377                   | 276,321                 | 0                       | 289,574                 | 325                            | 23,573             | 313,472            |                    |                    |                |
| 1990年（平成2年）  | 8,091                   | 6,338                   | 324,546                 | 0                       | 338,975                 | 0                              | 22,396             | 361,371            |                    |                    |                |
| 1991年（平成3年）  | 9,903                   | 7,076                   | 405,606                 | 0                       | 422,585                 | 0                              | 22,963             | 445,548            |                    |                    |                |
| 1992年（平成4年）  | 11,148                  | 7,733                   | 526,844                 | 0                       | 545,725                 | 0                              | 19,564             | 565,289            |                    |                    |                |
| 1993年（平成5年）  | 12,318                  | 10,157                  | 529,703                 | 0                       | 552,178                 | 245                            | 19,269             | 571,692            |                    |                    |                |
| 1994年（平成6年）  | 14,190                  | 13,248                  | 513,320                 | 0                       | 540,758                 | 51                             | 19,990             | 560,799            |                    |                    |                |
| 1995年（平成7年）  | 14,220                  | 13,015                  | 524,045                 | 0                       | 551,280                 | 81                             | 27,195             | 578,556            |                    |                    |                |
| 1996年（平成8年）  | 19,840                  | 13,581                  | 587,766                 | 0                       | 621,187                 | 747                            | 35,464             | 657,398            |                    |                    |                |
| 1997年（平成9年）  | 16,926                  | 14,904                  | 565,176                 | 0                       | 597,006                 | 615                            | 35,858             | 633,479            |                    |                    |                |
| 1998年（平成10年） | 17,362                  | 16,526                  | 540,234                 | 0                       | 574,122                 | 640                            | 37,645             | 612,407            |                    |                    |                |
| 1999年（平成11年） | 18,523                  | 17,729                  | 538,163                 | 0                       | 574,415                 | 222                            | 17,270             | 591,907            |                    |                    |                |
| 2000年（平成12年） | 18,353                  | 19,054                  | 535,266                 | 0                       | 572,673                 | 301                            | 23,756             | 596,730            |                    |                    |                |
| 2001年（平成13年） | 18,166                  | 19,406                  | 515,749                 | 0                       | 553,321                 | 274                            | 15,700             | 569,295            |                    |                    |                |
| 2002年（平成14年） | 17,918                  | 22,079                  | 506,973                 | 0                       | 546,970                 | 251                            | 15,287             | 562,508            |                    |                    |                |
| 2003年（平成15年） | 16,542                  | 23,161                  | 486,785                 | 0                       | 526,488                 | 197                            | 33,070             | 559,755            |                    |                    |                |
| 2004年（平成16年） | 19,046                  | 25,568                  | 448,728                 | 0                       | 493,342                 | 0                              | 31,021             | 524,363            |                    |                    |                |
| 2005年（平成17年） | 20,427                  | 25,974                  | 481,168                 | 0                       | 527,569                 | 0                              | 32,076             | 543,774            | 558,154            | △14,381            | 102.6          |
| 2006年（平成18年） | 22,267                  | 26,351                  | 519,913                 | 0                       | 568,531                 | 0                              | 18,448             | 586,979            | 584,463            | 2,516              | 99.6           |
| 2007年（平成19年） |                         |                         |                         |                         |                         |                                |                    | 597,635            | 581,302            | 16,332             | 97.3           |
| 2008年（平成20年） |                         |                         |                         |                         |                         |                                |                    | 598,718            | 580,144            | 18,573             | 96.9           |
| 2009年（平成21年） | 25,006                  | 22,677                  | 505,350                 | 0                       | 553,033                 | 7,107                          | 15,746             | 575,887            | 572,087            | 3,799              | 99.3           |
| 2010年（平成22年） |                         |                         |                         |                         |                         |                                |                    | 567,378            | 580,438            | △13,059            | 102.3          |
| 2011年（平成23年） |                         |                         |                         |                         |                         |                                |                    | 554,677            | 599,929            | △45,252            | 108.2          |
| 2012年（平成24年） | 51,999                  | ←←←←                    | 530,007                 | 0                       | 582,006                 | 4,605                          | 19,833             | 606,444            | 613,145            | △6,701             | 101.1          |
| 2013年（平成25年） | 55,328                  | ←←←←                    | 586,577                 | 0                       | 641,905                 | 250                            | 16,227             | 658,382            | 647,573            | 10,809             | 98.4           |
| 2014年（平成26年） | 54,110                  | ←←←←                    | 519,455                 | 0                       | 573,565                 | 446                            | 15,922             | 589,933            | 607,818            | △17,885            | 103.0          |
| 2015年（平成27年） | 56,466                  | ←←←←                    | 505,150                 | 0                       | 561,616                 | 418                            | 16,185             | 578,219            | 594,816            | △16,597            | 102.9          |
| 2016年（平成28年） | 55,137                  | ←←←←                    | 496,929                 | 0                       | 552,066                 | 4,831                          | 21,571             | 578,468            | 602,921            | △24,453            | 104.2          |
| 2017年（平成29年） | 57,237                  | ←←←←                    | 491,685                 | 0                       | 548,922                 | 4,844                          | 16,651             | 570,417            | 577,108            | △6,691             | 101.2          |
| 2018年（平成30年） | 60,092                  | ←←←←                    | 489,746                 | 0                       | 549,838                 | 4,834                          | 16,344             | 571,016            | 587,211            | △16,195            | 102.8          |
| 2019年（令和元年） | 60,810                  | ←←←←                    | 456,386                 | 0                       | 517,196                 | 4,874                          | 16,725             | 538,795            | 615,896            | △77,101            | 114.3          |
| 2020年（令和2年）  | 54,980                  | ←←←←                    | 176,559                 | 0                       | 231,539                 | 5,194                          | 18,652             | 255,385            | 558,476            | △303,091           | 218.7          |

『鉄道統計年報』（国土交通省鉄道局監修）、伊勢鉄道ホームページより抜粋